# Snježana Milešević
Snježana Milešević (* 21. November 1979) ist eine kroatische Badmintonspielerin. 

## Karriere
Snježana Milešević gewann schon als Juniorin im Jahr 1995 ihren ersten Meistertitel bei den Erwachsenen in Kroatien. Weitere Titelgewinne folgten 1996, 1997 und 1998.

## Sportliche Erfolge
| Saison | Veranstaltung                     | Disziplin   | Platz | Name                               |
| ------ | --------------------------------- | ----------- | ----- | ---------------------------------- |
| 1993   | Kroatien: Juniorenmeisterschaften | Dameneinzel | 1     | Snježana Milešević                 |
| 1994   | Kroatien: Juniorenmeisterschaften | Dameneinzel | 1     | Snježana Milešević                 |
| 1995   | Kroatien: Juniorenmeisterschaften | Dameneinzel | 1     | Snježana Milešević                 |
| 1995   | Kroatien: Einzelmeisterschaften   | Damendoppel | 1     | Andrea Jurčić / Snježana Milešević |
| 1996   | Kroatien: Juniorenmeisterschaften | Dameneinzel | 1     | Snježana Milešević                 |
| 1996   | Kroatien: Einzelmeisterschaften   | Damendoppel | 1     | Andrea Jurčić / Snježana Milešević |
| 1997   | Kroatien: Juniorenmeisterschaften | Dameneinzel | 1     | Snježana Milešević                 |
| 1997   | Kroatien: Juniorenmeisterschaften | Damendoppel | 1     | Matea Čiča / Snježana Milešević    |
| 1997   | Kroatien: Einzelmeisterschaften   | Damendoppel | 1     | Andrea Jurčić / Snježana Milešević |
| 1998   | Kroatien: Einzelmeisterschaften   | Damendoppel | 1     | Andrea Jurčić / Snježana Milešević |